# Johannisschüssel

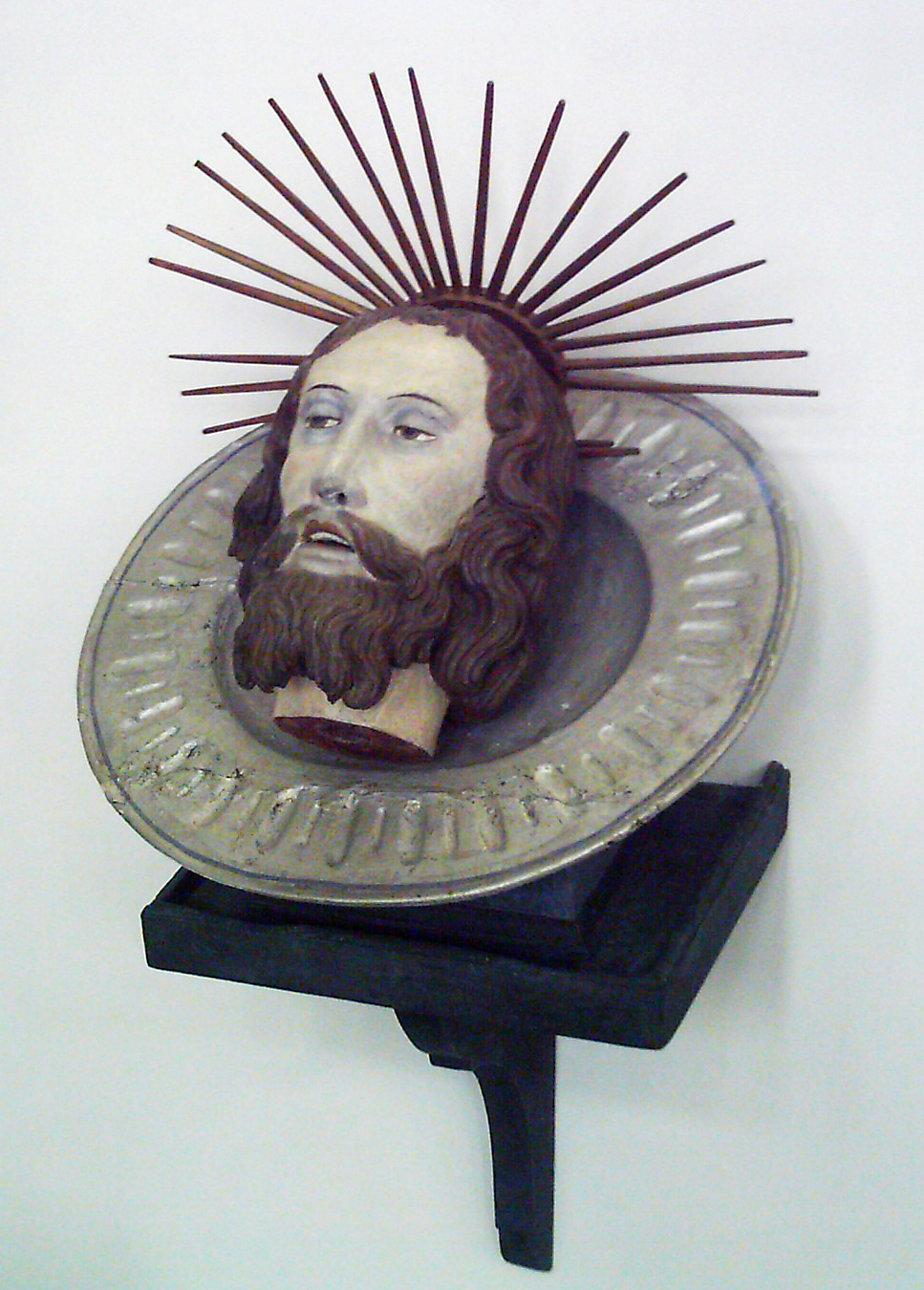
Johannesschüssel aus der Bruderschaftskirche in Rot an der Rot

Als Johannisschüssel, Johannesschüssel oder auch als Johannisschale bezeichnet die Ikonografie die Darstellung einer Schale oder Schüssel, in der der abgeschlagene Kopf des Heiligen Johannes der Täufer mit dem Gesicht nach oben liegt. Die in der Regel halbgeöffneten Augen von „Johannis Haupt“ sollen die Gottesschau des als Märtyrer gestorbenen Johannes verdeutlichen.

## Entstehung und Bedeutung
Die Johannesschüssel hat ihren Ursprung in der biblischen Erzählung, wonach König Herodes der Tochter der Herodias auf deren Wunsch den abgeschlagenen Kopf Johannes’ des Täufers auf einer Schale bringen ließ (Mk 6,16–29 ). Das Motiv fand im Spätmittelalter Eingang in das Mysterienspiel sowie in den Bereich der Votivgaben; ihr Anblick galt als Hilfe gegen Kopf- und Halskrankheiten. Als das älteste erhaltene Exemplar gilt die Johannesschüssel im Dom zu Naumburg aus dem frühen 13. Jahrhundert.

## Heraldik
In der Heraldik ist die Schüssel in Silber oder Gold mit dem Haupt eine gemeine Figur. Den bärtigen Kopf des Täufers umschwebt ein Heiligenschein. Schüssel und Nimbus können sich überlagern. Es gibt die Draufsicht und die Seitenansicht dieser Wappenfigur. Die Seitenansicht erfordert eine Unterlage für das Wappenbild.
Darstellungen finden sich auch auf vielen Münzen des Johanniterordens.

### Beispiele

Wrocław (Breslau)
Künzelsau
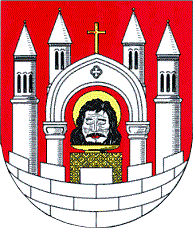
Merseburg
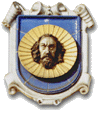
Teplice